# Kiełpino Górne

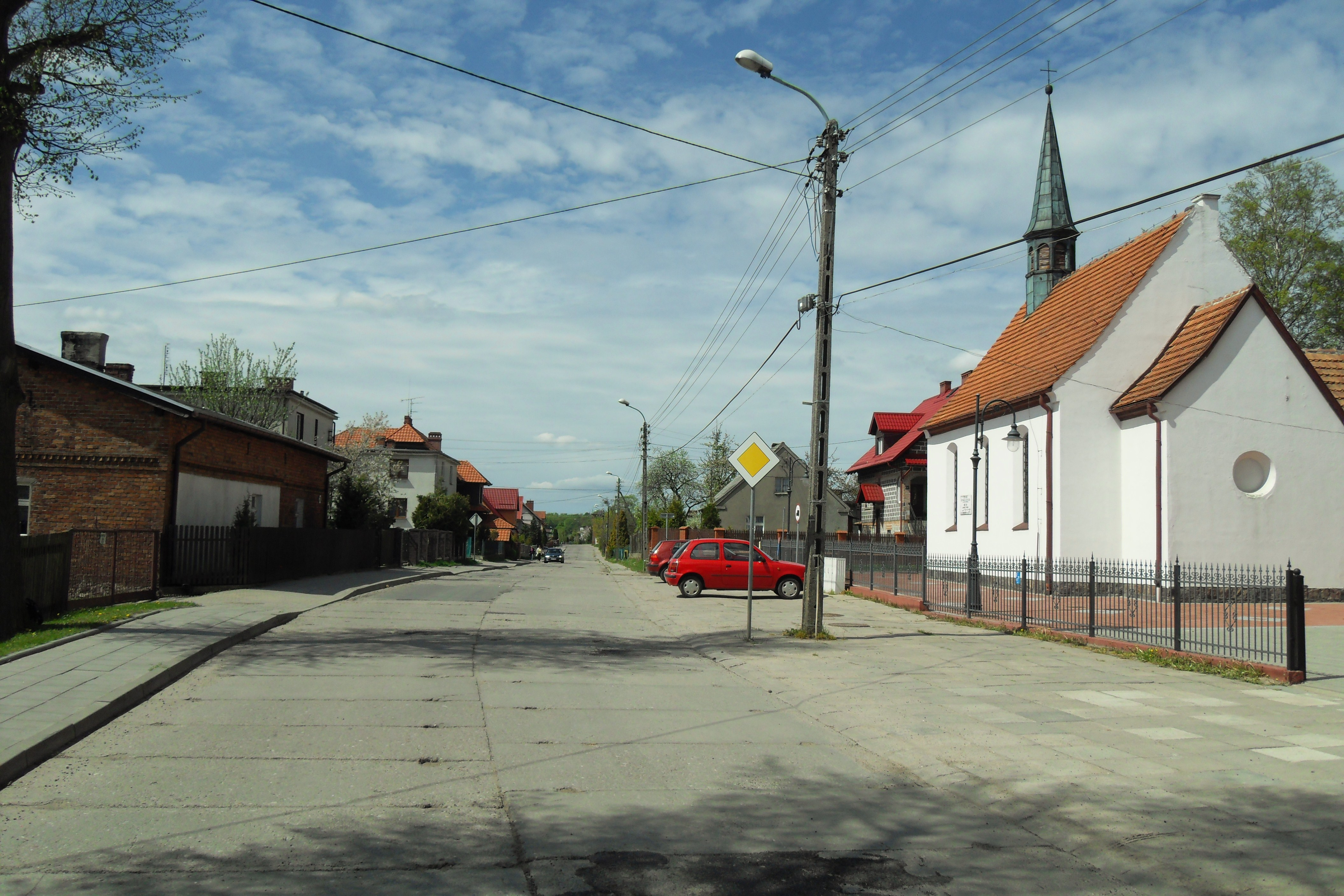
Kiełpino Górne, po prawej kościół z 1925

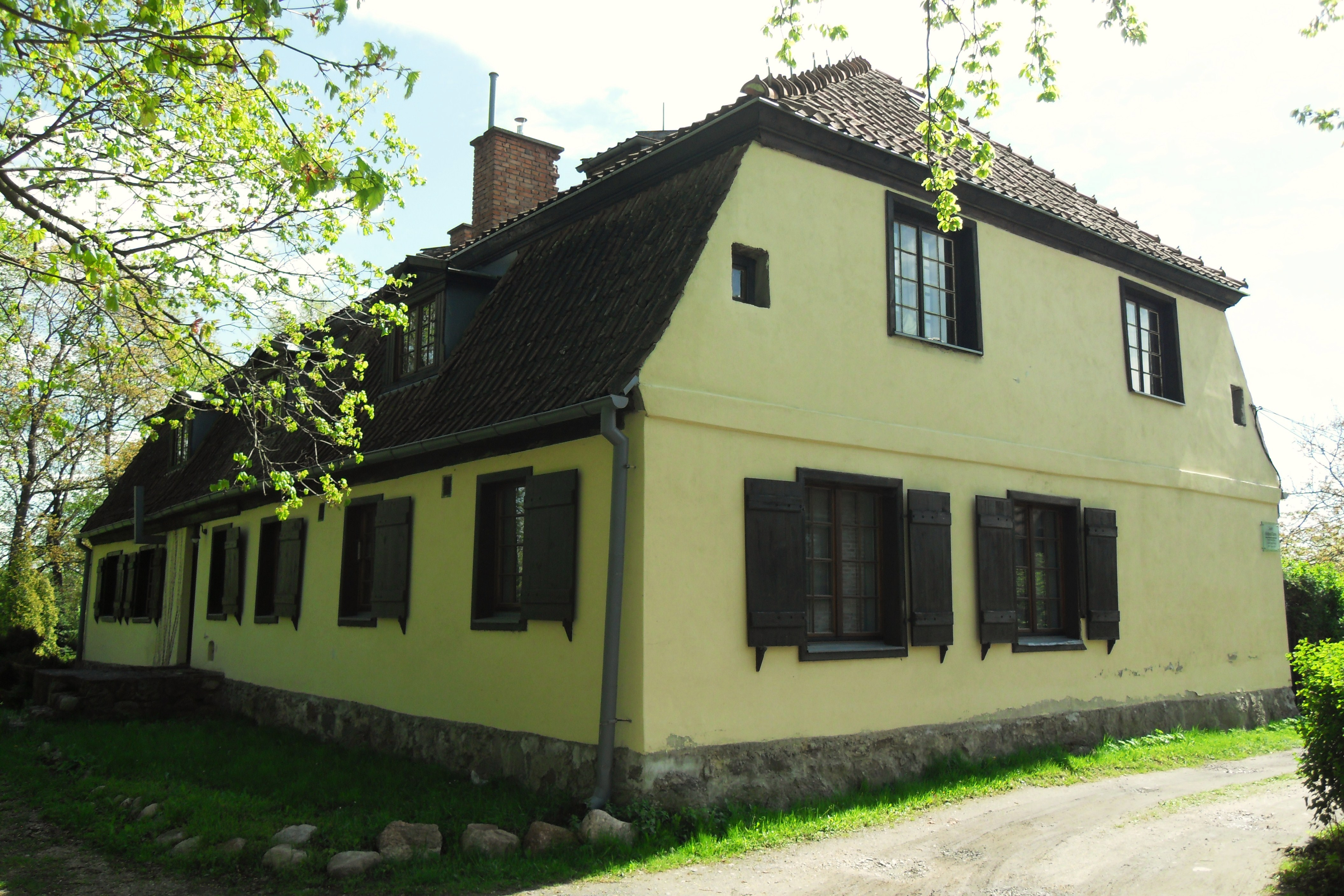
Zabytkowy dwór z pocz. XIX wieku

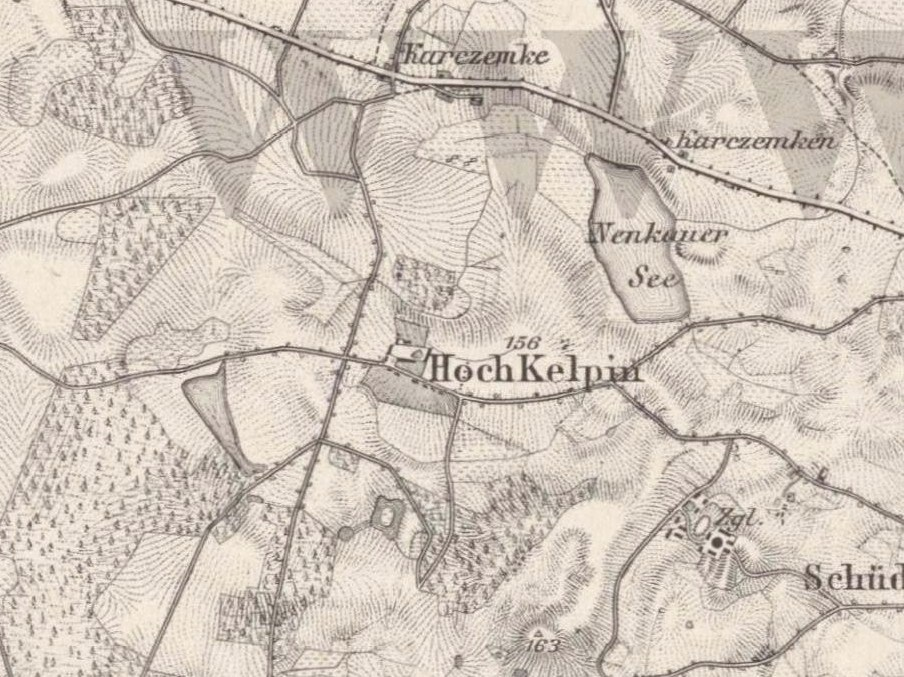
Kiełpino Górne na mapie z 1901

Kiełpino Górne (kaszb. Kôłpino lub też Górné Kôłpino, Górné Czełpino, niem. Hoch Kelpin) – osiedle domków jednorodzinnych w Gdańsku, w dzielnicy Kokoszki. Leży na południowo-wschodnim krańcu dzielnicy, a jego południowa granica pokrywa się z granicą miasta.
Osiedle Kiełpino Górne to dawna wieś przyłączona w granice administracyjne miasta 1 stycznia 1973. Należy do okręgu historycznego Wyżyny.

## Historia
Zapisane nazwy Kiełpina Górnego: Kolpin (1402-1415), Grose Culpyn (1438), Hohe Kolpin (1570), Kielpin Wysoki (1682), Magno Kelpin (1734), Hoch Kelpin (ok. 1790).
Prywatna wieś szlachecka położona była w drugiej połowie XVI wieku w powiecie gdańskim województwa pomorskiego. 
W 1860 liczyło 115 katolików, 81 ewangelików i 15 domów.
Na początku XIX wieku powstał dwór przy ul. Goplańskiej.
W 1925 został zbudowany pierwszy kościół. Uległ on uszkodzeniu podczas II wojny światowej i został wyremontowany po wojnie. W 1926 został założony przykościelny cmentarz ewangelicki. W 1945 cmentarz został opuszczony, a następnie zamknięty. Od 1972-1973 zaczęto na nim chować zmarłych (powierzchnia cmentarza wynosi 0,22 ha, znajduje się przy ul. Otomińskiej). Wcześniej zmarli byli chowani na Cmentarzu Łostowickim.
W latach 2000–2005 powstał nowy kościół.